# Провінція Нова Андалусія

Адміністративно-територіальний поділ іспанських володінь в Південній Америці, встановлене королівськими грамотами 1534 — 1539 рр. (грамота 1539 року мала відношення до територій, які будуть відкриті на південь від Магелланової протоки)

Губернаторство Нова Андалусія (ісп. Gobernación de Nueva Andalucía) — територіальна одиниця Іспанської імперії в Південній Америці.
Губернаторство утворено указом Карла V 21 березня 1534 року, першим губернатором став аделантадо Педро де Мендоса; в 1549 році перейменовано на губернаторство Ріо-де-ла-Плата. Губернаторство являло собою смугу від Атлантичного до Тихого океану, північною межею якої стала 35-та паралель (південної широти). Таким чином, до складу губернаторства входили землі, що належать державам Аргентина, Чилі, Уругвай, Парагвай і Бразилія. Губернаторство підпорядковувалося створеному в 1542 році віцекоролівству Перу.
Указом короля Філіпа III від 16 грудня 1617 року губернаторство розділено на два: губернаторство Парагвай і губернаторство Ріо-де-ла-Плата.